# Chain of Lights
Chansons représentant Saint-Marin au Concours Eurovision de la chanson
Maybe
(2014) I Didn't Know
(2016)
Chain of Light (en français « Chaîne de lumière ») est la chanson de Michele Perniola et Anita Simoncini qui représente Saint-Marin au Concours Eurovision de la chanson 2015 à Vienne.
Le 21 mai 2015, lors de la 2e demi-finale, elle termine à la 16e place avec && points et par conséquent n'est pas qualifiée pour la finale.